# 2045
Năm 2045 (số La Mã: MMXLV). Trong lịch Gregory, nó sẽ là năm thứ 2045 của Công nguyên hay của Anno Domini; năm thứ 45 của thiên niên kỷ 3 và của thế kỷ 21; và năm thứ sáu của thập niên 2040.